# 謝森中
謝森中（1919年11月13日—2004年4月24日），出生於廣東梅縣的客家人；国立中央大学農業經濟學碩士、美國明尼苏达大学農業經濟學博士；曾分別於國立臺灣大學、國立中興大學法商學院執教。1951年至1965年間於中華民國行政院農復會服務，爾後赴總部設於菲律賓的亞洲開發銀行任職投資計劃審核處處長有14年，在亞銀期間於菲律賓大學兼任客座教授。返國後歷任財政要職，最後於1989年膺任中華民國中央銀行總裁；卸職後出任多項榮譽職，並於各地座談講學，著作與合著以農經和財金見長。妻謝延禧畢業於国立中央大学教育系。

## 追思
2008年4月17日，謝森中的子女捐款20萬美元予美國史丹福大學圖書館設立謝森中講座，主題以全球經濟、財政、金融等為座談重點，另外謝森中生前在中華民國中央銀行、交通銀行、農復會等任職時所遺之手稿資料與個人藏書等亦將同時捐予史大館藏；典禮上，應邀為特別來賓者有前中華民國財政部部長錢純、前亞洲開發銀行美國代表John Bonn、前英國交通部次長Eldon Griffiths等友人。

## 外部連結
- 中央銀行全球資訊網 ─ 謝森中 先生（页面存档备份，存于）
- 吳惠林：憶前央行總裁謝森中先生（页面存档备份，存于）
- 台央行前總裁謝森中病逝美洛杉磯（页面存档备份，存于）
- 謝森中逝世週年 中經院明辦紀念研討會（页面存档备份，存于）
- 前央行總裁謝森中紀念研討會 家屬追憶一生（页面存档备份，存于）
- 吳榮義：謝森中是鼓舞台灣創投發展關鍵人物[永久]
- 前央行總裁謝森中子女 捐贈20萬美元予美國史丹佛大學[永久]
- 海外學人-315期 謝森中 先生事蹟
- 經濟自由化的迷思——謝森中
- 2005年台灣年鑑經濟篇中美洲銀行 謝森中 先生事蹟[永久]
- 美援會時期 參觀國內外經建產業 謝森中 先生事蹟（页面存档备份，存于）

| 前任： 張繼正 | 中華民國中央銀行總裁 1989年6月1日－1994年5月31日 | 繼任： 梁國樹 |